# 安妮特·罗杰斯
安妮特·罗杰斯（英語：Annette Rogers，1913年10月22日—2006年11月8日），美国女子田径运动员，主攻短跑。她曾代表美国参加1932年和1936年夏季奥林匹克运动会田径比赛，获得二枚金牌。